# آرلینگتون هایتس (پنسیلوانیا)
آرلینگتون هایتس (به انگلیسی: Arlington Heights) یک منطقهٔ مسکونی در ایالات متحده آمریکا است که در پنسیلوانیا واقع شده‌است. آرلینگتون هایتس ۶٬۳۳۳ نفر جمعیت دارد.